# محمد بن عبد الله بن عبد الحكم
شَيْخُ الْإِسْلَامِ أَبُو عَبْدِ اللَّهِ مُحَمَّدُ بْنُ عَبْدِ اللَّهِ بْنِ عَبْدِ الْحَكَمِ بْنِ أَعْيَنَ بْنِ لَيْثٍ الْمِصْرِيُّ ويُعرف اختصارًا بـ محمد بن عبد الله بن عبد الحكم أو ابن عبد الحكم (182 – ذو القعدة 268هـ / 798 – 882م) أحد رواة الحديث، ومُفتي مصر. وكان مالكيّ المذهب، ثم تشفّع، ثم عاد إلى المذهب المالكي.

## طلبه للعلم
ولد سنة 182 هـ . سمع من: عبد الله بن وهب بعناية أبيه به، ومن أبي ضمرة الليثي، وابن أبي فديك، وأيوب بن سويد، وبشر بن بكر، وأشهب بن عبد العزيز، ووالده عبد الله بن عبد الحكم، وشعيب بن الليث، وأبي عبد الرحمن المقرئ، ومحمد بن إدريس الشافعي، وإسحاق بن الفرات، وحرملة بن عبد العزيز، ويحيى بن سلام، وسعيد بن بشير القرشي، وعبد الله بن نافع الصائغ، وحجاج بن رشدين وطائفة. وعنه: النسائي في سننه، وابن خزيمة، وابن صاعد، وعمرو بن عثمان المكي، وأبو بكر بن زياد، وأبو جعفر الطحاوي، وعلي بن أحمد علان، وإسماعيل بن داود بن وردان، وعبد الرحمن بن أبي حاتم، وأبو العباس الأصم وخلق كثير.

## مكانته العلمية
كان عالم الديار المصرية في عصره مع المزني. وثقه النسائي وقال مرة لا بأس به. قال إمام الأئمة ابن خزيمة: «ما رأيت في فقهاء الإسلام أعرف بأقاويل الصحابة والتابعين من محمد بن عبد الله بن عبد الحكم.. كان أعلم من رأيت على أديم الأرض بمذهب مالك، وأحفظهم له، سمعته يقول كنت أتعجب ممن يقول في المسائل لا أدري... وأما الإسناد فلم يكن يحفظه ، وكان من أصحاب الشافعي، وكان ممن يتكلم فيه، فوقعت بينه وبين البويطي وحشة في مرض الشافعي، فحدثني أبو جعفر السكري صديق الربيع، قال لما مرض الشافعي رحمه الله، جاء ابن عبد الحكم ينازع البويطي في مجلس الشافعي، فقال البويطي أنا أحق به منك، فجاء الحميدي وكان بمصر، فقال قال الشافعي ليس أحد أحق بمجلسي من البويطي، وليس أحد من أصحابي أعلم منه، فقال له ابن عبد الحكم كذبت، فقال الحميدي كذبت أنت وأبوك وأمك، وغضب ابن عبد الحكم فترك مجلس الشافعي ». قال أبو إبراهيم المزني: «نظر الشافعي إلى محمد بن عبد الله بن عبد الحكم وقد ركب دابته، فأتبعه بصره، وقال وددت أن لي ولدا مثله، وعلي ألف دينار لا أجد قضاءها». قال ابن أبي حاتم: «ابن عبد الحكم ثقة صدوق، أحد فقهاء مصر، من أصحاب مالك». قال الذهبي: «قد تفقه بمالك، ولزمه مدة، وهو أيضا في عداد أصحابه الكبار». وله مصنف في أدب القضاة.

## محنته
وقد نالته محنة صعبة مرت عليه، قال أبو سعيد بن يونس: عذب عبد الحكم في السجن، ودخن عليه، فمات في سنة سبع وثلاثين ومائتين، لكونه اتهم بودائع لعلي بن الجروي. قال ابن أبي دليم: لم يكن في الإخوة أفقه من عبد الحكم، وقيل إن بني عبد الحكم، غرموا في نوبة ابن الجروي أكثر من ألف ألف دينار، استصفيت أموالهم، ونهبت منازلهم، ثم بعد مدة أطلقهم المتوكل، ورد إليهم البعض، وسجن القاضي الأصم الذي ظلمهم، وحلقت لحيته وضرب، وطيف به على حمار .

## وفاته
قال ابن يونس مات محمد في يوم الأربعاء نصف ذي القعدة سنة 268 هـ، وصلى عليه القاضي بكار بن قتيبة .

### فهرس المراجع
منشورات
1. 1 2 3 4  الذهبي (1985)، ج. 12، ص. 497.
2. 1 2 3  الزركلي (2002)، ج. 6، ص. 223.
3. ↑  الذهبي (1985)، ج. 12، ص. 501.
4. 1 2  الخليلي (1409هـ)، ج. 1، ص. 426.
5. ↑  السبكي (1992)، ج. 2، ص. 68.

مواقع وب
1. 1 2  التاريخ، تراحم عبر. "محمد بن عبد الله بن عبد الحكم بن أعين بن ليث أبي عبد الله المصري". tarajm.com. مؤرشف من الأصل في 2025-01-24. اطلع عليه بتاريخ 2024-12-02.

### بيانات المراجع (مُرتَّبة حسب تاريخ النشر)
- أبو يعلى الخليلي، خليل بن عبد الله بن أحمد بن إبراهيم بن الخليل القزويني (1409 هـ). الإرشاد في معرفة علماء الحديث. تحقيق: محمد سعيد عمر إدريس (ط. 1). السعودية – الرياض: مكتبة الرشد. مؤرشف من الأصل في 2025-01-26. {{استشهاد بكتاب}}: تحقق من التاريخ في: |سنة= (مساعدة)
- شمس الدين الذهبي (1985)، سير أعلام النبلاء، تحقيق: شعيب الأرنؤوط، مجموعة (ط. 1)، بيروت: مؤسسة الرسالة، OCLC:4770539064، QID:Q113078038
- تاج الدين السبكي (1992)، طبقات الشافعية الكبرى، تحقيق: محمود محمد الطناحي، عبد الفتاح محمد الحلو، القاهرة: هجر للطباعة والنشر والتوزيع والإعلان، QID:Q120648510
- خير الدين الزركلي (2002)، الأعلام: قاموس تراجم لأشهر الرجال والنساء من العرب والمستعربين والمستشرقين (ط. 15)، بيروت: دار العلم للملايين، OCLC:1127653771، QID:Q113504685